# Lisjaki
Lisjaki is een plaats in Slovenië en maakt deel uit van de gemeente Komen in de NUTS-3-regio Goriška. De plaats telde 30 inwoners op 1 januari 2020.